# Heloisa Guimarães
Heloisa Maria Melo e Silva Guimarães (Belém, 26 de fevereiro de 1980), mais conhecida como Doutora Heloisa, é uma médica cardiologista e política brasileira, filiada no Partido da Social Democracia Brasileira (PSDB). Foi secretária de saúde na gestão de Simão Jatene, sendo eleita deputada estadual em 2018. 